# Dubawnt River
Der Dubawnt River ist ein ca. 960 km langer rechter Nebenfluss des Thelon River in den Nordwest-Territorien und in Nunavut (Kanada).

## Flusslauf
Der Dubawnt River hat seinen Ursprung 110 km nordöstlich vom Athabascasee in den Nordwest-Territorien. Er fließt anfangs in überwiegend ostnordöstlicher Richtung. Nach etwa 240 km erreicht der Fluss das Westufer des Wholdaia Lake. Diesen durchfließt er im Anschluss auf einer Strecke von 75 km. Er verlässt den See an dessen Nordufer und fließt nun in überwiegend nordnordöstlicher Richtung. Entlang seinem Flusslauf liegen zahlreiche Seen und namenlose Flussverbreiterungen. Der größte durchflossene See ist der Dubawnt Lake. Unterhalb des Marjorie Lake fließt der Dubawnt River noch etwa 50 km nach Nordwesten, bevor er östlich vom Beverly Lake in den Thelon River mündet. Der Dubawnt River entwässert ein Gebiet von 57.500 km².
Im Folgenden die durchflossenen Seen in Abstromrichtung:
- Ivanhoe Lake
- Odin Lake
- Labyrinth Lake
- Lac Brûlé
- Sandy Lake
- Mountain Lake
- Smalltree Lake
- Anaunethad Lake
- Wholdaia Lake
- Hinde Lake
- Boyd Lake
- Barlow Lake
- Carey Lake
- Markham Lake
- Nicholson Lake
- Dubawnt Lake
- Grant Lake
- Wharton Lake
- Marjorie Lake

## Hydrometrie
Bei Flusskilometer 51, am Ausfluss aus dem Marjorie Lake, befindet sich ein Abflusspegel (⊙). Das zugehörige Einzugsgebiet umfasst 67.300 km². Der gemessene mittlere Abfluss (MQ) beträgt 374 m³/s (1969–2018).
Im folgenden Schaubild werden die mittleren monatlichen Abflüsse des Dubawnt River für die Messperiode 1969–2018 am Pegel 06KC003 in m³/s dargestellt.